# Twenty Minutes of Love
Twenty Minutes of Love (Charlot de conquista) es una película muda estadounidense con dirección y actuación de Charles Chaplin. Fue estrenada el 20 de abril de 1914. 

## Reparto
- Charles Chaplin: Carterista
- Minta Durfee: La novia de Edgar
- Edgar Kennedy: Amante
- Gordon Griffith: Muchacho
- Chester Conklin: Carterista
- Josef Swickard: Víctima
- Hank Mann: Durmiente

## Sinopsis
Charlot deambula por el parque entre las parejas de enamorados. Una joven le pide un recuerdo de amor a su acompañante y éste le roba un reloj de bolsillo a un hombre dormido. Charlot a su vez se lo saca y se lo da a la joven. Luego lo obtiene de vuelta y trata de vendérselo a su dueño original, quien llama a un policía. Siguen luego las corridas que harán que todos caigan al lago salvo el hábil Charlot que se las arregla para irse con la joven.

## Crítica
Pese a la escasa experiencia fílmica de Chaplin, esta primera obra de su dirección muestra al par que las falencias propias de un principiante, momentos afortunados, tales como la escena en que abraza un árbol parodiando las parejas o aquella en la que se muestra orgulloso por haberle regalado el reloj a la joven, que están anticipando los caracteres que tendría Charlot en el futuro. La película se filmó en una sola jornada y el reloj que pasa de mano en mano fue utilizado como recurso para marcar el paso de los veinte minutos que dura la película y que le dio el nombre.